# Château le Puy
Le château le Puy est un vin de Bordeaux produit par la famille Amoreau et dont la production est située sur la commune de Saint-Cibard (Gironde).

## Histoire
Le domaine est géré par la famille Amoreau depuis 1610. Jean Pierre Amoreau est le fils de Pierre-Robert Amoreau, vigneron et de son épouse Paule, née Rebeyrol. Durant son enfance et adolescence, il a successivement fréquenté l'école Saint-Joseph de Sarlat-la-Canéda (Dordogne), l'école Bossuet de Bordeaux (Gironde) et le lycée Bernard-Palissy d'Agen (Lot-et-Garonne). Il exerce d'abord le métier d'ingénieur sidérurgique, de 1962 à 1989, tout en participant régulièrement aux activités viticoles de sa famille. En 1990, il succède à son père et prend la responsabilité du domaine familial.
Jean Pierre Amoreau dirige l'exploitation avec son fils Pascal Amoreau. Ensemble, avec comme associé Harold Langlais, ils créent le domaine de la Closerie Saint-Roc en 2013.
Jean Pierre Amoreau publie le livre Plus pur que de l'eau, édité chez Fayard le 18 septembre 2019 et préfacé par Eric Asimov (en). Il y évoque sa vision du métier de vigneron à travers le récit de nombreuses anecdotes professionnelles et familiales.

## Vignobles et vins
Les vignobles du château le Puy dominent la vallée de la Dordogne sur le deuxième point le plus élevé de la Gironde, à 110 mètres au dessus du niveau de la mer. Ils se situent sur le même plateau que celui des vignobles voisins de Saint-Émilion et de Pomerol. Les types de sol sont variés, mais consistent principalement en un mélange d'argile, de silex et de calcaire, avec des niveaux d'acidité très élevés. Le domaine possède environ 50 hectares de vignes réparties sur trois parcelles, plantées pour les rouges de merlot (85 %), de cabernet sauvignon (6 %), de cabernet franc (7 %), ainsi que de touches de malbec (1 %) et de carménère (1 %). Les blancs sont produits uniquement à partir de sémillon. L'âge moyen des vignes est de 50 ans.
Le château le Puy, sur l'aire des francs-côtes-de-bordeaux s'inscrit en biodynamie depuis le début des années 1990, est certifié en agriculture biologique et biodynamie et a aujourd'hui engagé sa transition en permaculture,. Aucun traitement de synthèse n'a jamais été utilisé sur le domaine. Toutes les productions des différents crus sont réalisées sans aucun intrant chimique, aussi bien dans la vigne que pendant la vinification ou l'élevage des vins.
Le travail à la cave se fait selon le calendrier lunaire. La récolte est manuelle, les raisins sont entièrement éraflés. La cuvaison est longue et se poursuit pendant deux à quatre semaines. Seules les levures indigènes sont utilisées, aucune chaptalisation n'est effectuée et aucun soufre n'est ajouté durant la fermentation. Les deux cuvées rouges principales du domaine, « Émilien » et « Barthélemy », sont élevées en barrique pendant 24 mois avec des bâtonnages réguliers programmés selon le cycle lunaire. Les vins ne sont ni collés ni filtrés avant la mise en bouteille, qui a lieu au milieu du cycle lunaire,.

## Dans la culture
En 2009, la cuvée Château le Puy Émilien 2003 est désignée comme le meilleur vin du monde, dans l'adaptation télévisée du manga japonais Les Gouttes de Dieu, où il est cité dans le tome 21.

#### Internet
- Site officiel
- Closerie Saint-Roc
- Association Sève

#### Presse
- Pierre Citerne, « De 2017 à 1917 avec château le Puy : le goût des bordeaux d’autrefois », sur La Revue du vin de France.
- Benoist Simmat, « Jean-Pierre Amoreau, le druide avisé de Saint-Cibard », sur La Revue du vin de France.
- César Compadre, « Vins bio : cent ans de plénitude au château le Puy », sur SudOuest.fr, 10 novembre 2017.
- « Son vin est une star au Japon », sur LeParisien.fr, 26 septembre 2010.
- Jean Aubry, « Quand le passé nourrit l’avenir au Château le Puy », sur Le Devoir, 27 octobre 2017.

#### Vidéo
- [vidéo] « Chateau Le Puy - Winery Introduction » sur Vero Concept, 23 décembre 2017, 2 min.